# Distretto di Viraboury
Il distretto di Viraboury è uno dei quindici distretti (mueang) della provincia di Savannakhet, nel Laos. Ha come capoluogo la città di Viraboury.